# Hylenaea
Hylenaea es un género de plantas con flores pertenecientes a la familia Celastraceae. Comprende 6 especies descritas y de estas, solo 2 aceptadas.

## Descripción
Son lianas o árboles con ramas delgadas escandentes, glabras. Hojas opuestas o subopuestas, pecioladas, pecíolos superficialmente canaliculados. Las inflorescencias axilares, en pedúnculos, muy ramificadas, paniculada-corimbosa o pseudocimosa, las ramitas delgadas o no. Flores hermafroditas, diminutas, pediceladas, sépalos 5, por lo general más largos que anchos o más largos que anchos, agudos o subagudos, membranosos, 5 pétalos, imbricados. Frutos de 3 mericarpos capsulares; semillas 4-6 por mericarpo.

## Taxonomía
El género fue descrito por  John Miers y publicado en Transactions of the Linnean Society of London 28: 330, 366–367. 1872. La especie tipo es: Hylenaea comosa  (Sw.) Miers

## Especies aceptadas
A continuación se brinda un listado de las especies del género Hylenaea aceptadas hasta julio de 2011, ordenadas alfabéticamente. Para cada una se indica el nombre binomial seguido del autor, abreviado según las convenciones y usos.
- Hylenaea comosa  (Sw.) Miers - almendro de los bosques de las Antillas[3]
- Hylenaea praecelsa (Miers) A.C. Sm.